# Think About Life
Think About Life es un grupo musical de indie rock, oriundo de Montreal, Quebec, Canadá.
Los componentes son tres, Matt Shane es el baterista; Graham Van Pelt es el pianista y guitarrista, y el cantante se llama Martin Cesar, que también hace sus propios canciones con el apodo Dishwasher.

## Discografía
- 2006: Think About Life
- 2009: Family